# 名鉄多治見緑台

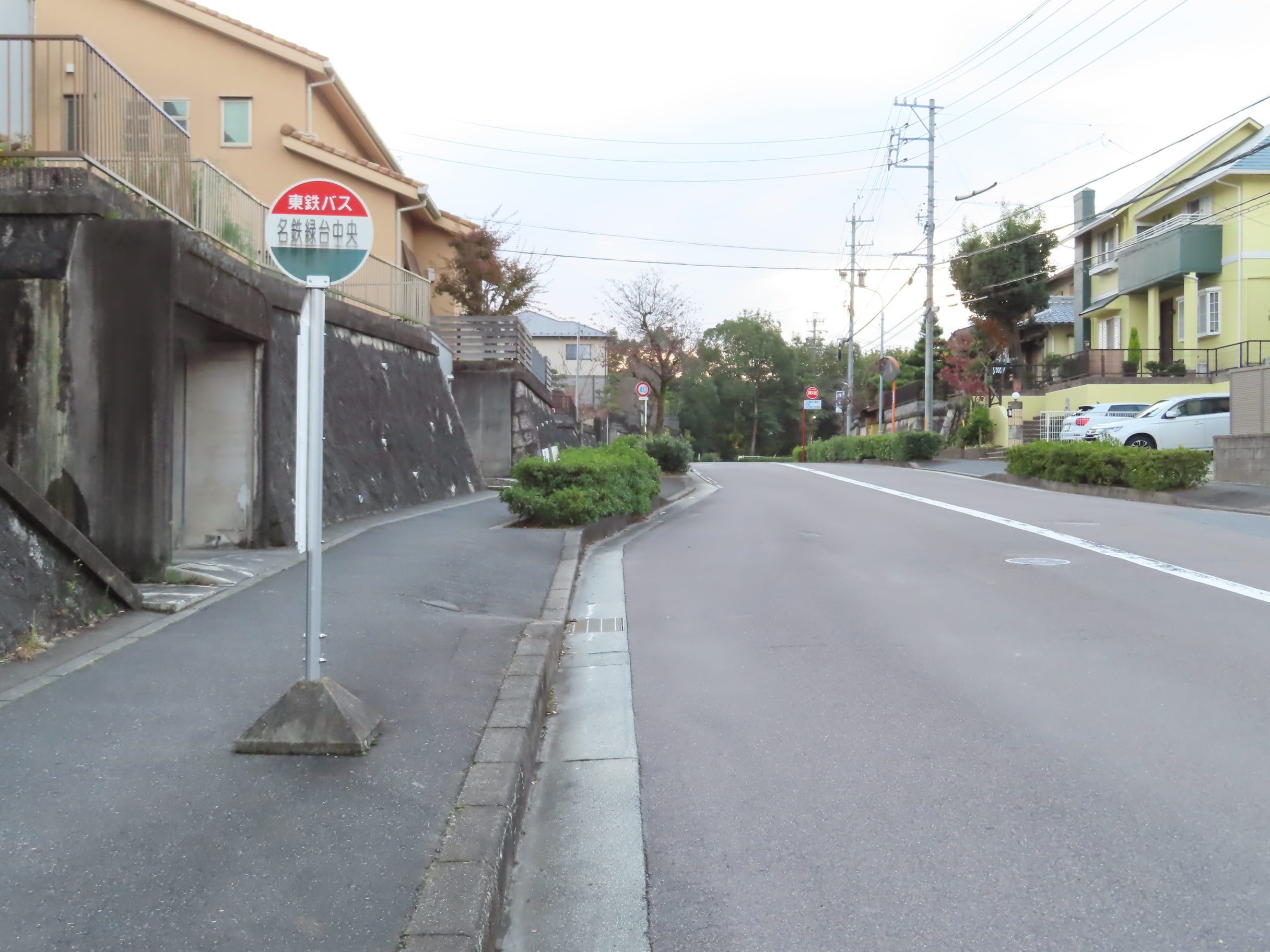
名鉄多治見緑台の中にある東鉄バス「名鉄緑台中央」バス停。

名鉄多治見緑台（めいてつたじみみどりだい）は、岐阜県多治見市にある名古屋鉄道が開発した住宅団地。名鉄不動産が運営する。

## 概要
中央自動車道 多治見インターチェンジの北に広がる丘陵地に位置する。計画総戸数は約1,100戸、開発総面積は約505,000m2である。多治見市北部から可児市南部かけては複数の大規模住宅団地が連なっており、当団地はその南端にあたる。ゴルフ場と隣接するなど周辺は緑豊であるため、『緑台』という名称となっている。

## 所在地
- 岐阜県多治見市西坂町

## 交通機関
- 中央自動車道 多治見インターチェンジから車で約5分。
- JR中央本線・太多線 多治見駅
  - 多治見駅北口バスのりばから、東鉄バスの名鉄緑台線、桜ヶ丘ハイツ線（名鉄緑台・明和団地経由）に乗車、「名鉄緑台」または「名鉄緑台中央」バス停下車。
- 「名鉄緑台」バス停には、都市間高速バス「多治見・名古屋線」も停車する。
- 「名鉄緑台中央」バス停には、都市間高速バス「多治見・名古屋線」、新宿行き高速バス「中央ライナー」も停車する。

## 周辺
- 中央自動車道 多治見インターチェンジ
- 多治見市消防本部北消防署
- 多治見インターモール
- 多治見カントリークラブ
- 多治見美濃焼卸センター
- こども陶器博物館

座標: 北緯35度21分15.3秒 東経137度6分38.3秒 / 北緯35.354250度 東経137.110639度